# 베스 리틀포드

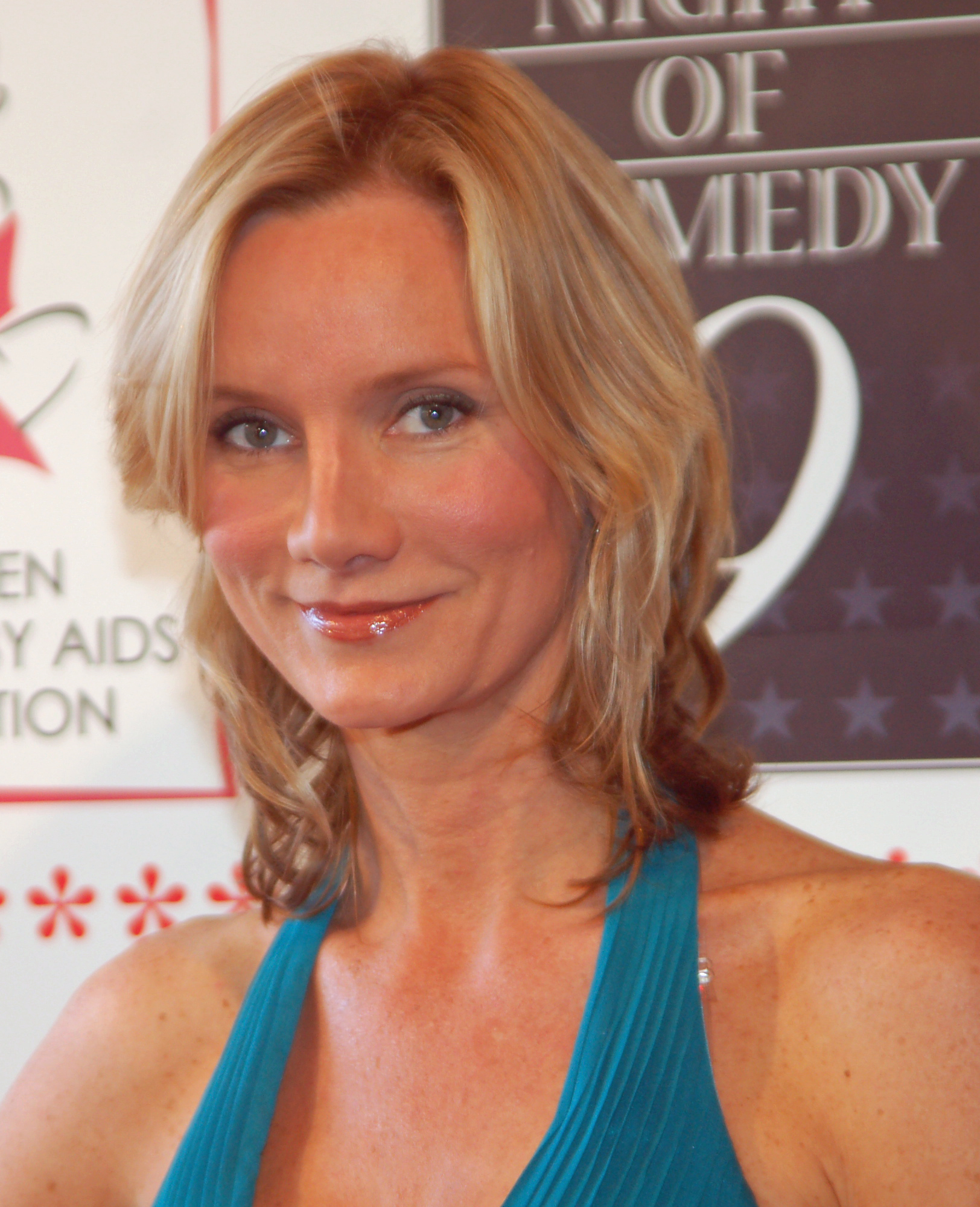

베스 리틀퍼드(Elizabeth Ann Halcyon Littleford, 1968년 7월 17일 ~ )는 미국의 배우, 성우이다.
내슈빌에서 태어났다.

## 출연 작품

### 영화
- 때로는 모든 걸 잃어볼 필요가 있다 (1998) - 수잰 역
- 미스터리 알래스카 (1999)
- 조건 없는 사랑 (2002, Unconditional Love)
- 벤 10: 과거로의 질주 (2007) - 샌드라 역 (목소리)
- 드릴빗 테일러 (2008) - 바버라 역
- 스타스트럭 (2010)
- 크레이지, 스투피드, 러브 (2011) - 클레어 라일리 역
- 무비 43 (2013)
- It's Not You, It's Me (2013)

### 텔레비전
- 더 데일리 쇼 위드 존 스튜어트 (1996-2000) - 본인
- 이야기 도시 (1998-2000)
- One on One (2003-04)
- 쇼킹 패밀리 (2006-12) - 목소리
- 커플수칙 (2009-10)
- RJ버거의 하드타임즈 (2010-11) - 수잰 버거 역
- 더 클리브랜드 쇼 (2010-13) - 목소리